# هاري ييتس (عسكري)
هاري ييتس هو عسكري كندي، ولد في 1 أغسطس 1896، وتوفي في 1968 بسبب نوبة قلبية.